# آندریفکا (پروومایسکی، شهرستان یانائولسکی، باشقیرستان)
آندریفکا (انگلیسی: Andreyevka, Pervomaysky Selsoviet, Yanaulsky District, Republic of Bashkortostan) یک شهرک در شهرستان یانائولسکی استان باشقیرستان کشور روسیه است.